# Бард Лучник
Бард Лучник (англ. Bard the Bowman), позже известный как король Бард I — персонаж повести Дж. Р. Р. Толкина «Хоббит, или Туда и обратно», король Дейла. Убийца дракона Смауга Золотого (англ. Smaug The Golden).

## Происхождение и литературная биография
Был потомком Гириона, последнего короля Дейла. После того, как город был разрушен при нападении дракона Смауга в 2770 году Третьей эпохи, семья Гириона бежала в город Эсгарот, и его потомки стали простыми горожанами.
Бард служил капитаном лучников городской стражи в Эсгароте, был известен как меткий лучник, а также славился среди жителей своей интуицией. Также был уважаем жителями за храбрость. 
Когда Смауг Золотой напал на Эсгарот, Бард первым заметил драконье пламя у Одинокой Горы. Если бы не он, жители Эсгарота бы просто погибли, не оказывая Смаугу никакого сопротивления. В «Хоббите…» описывается, как Бард во время похода Бильбо и гномов к Одинокой горе в 2941 году Третьей эпохи убил Смауга метким выстрелом, совершив «истинно героический поступок». Чешуя Смауга была неуязвима для любого оружия. О том, что на левой стороне груди дракона отвалился один из алмазов, которые в течение многих лет врастали ему в брюхо, пока он лежал на сокровищах, прострекотал в ухо Барду чёрный дрозд, когда у Барда осталась единственная стрела. Бард как потомок Гириона понимал язык дроздов. В результате падения убитого Бардом дракона город Эсгарот был разрушен. 
После разрушения Эсгарота Бард отправил гонцов к эльфийскому королю Трандуилу, королю лихолесских эльфов, и тот помог жителям Эсгарота, отправив им запасы провизии. 
После Битвы Пяти Воинств Бард получил четырнадцатую часть богатств Смауга, которую он разделил с бургомистром Эсгарота и потратил на восстановление города Дейла, ставшего столицей возрождённого королевства Дейл, где он короновался в 2944 году Т. Э. Эсгарот вошёл в его состав, но продолжал пользоваться правом на местное самоуправление. Подарил Трандуилу изумруды Гириона.
Сын Барда, Баин, стал королём Дейла в 2977 году Т. Э., после его смерти. Династия потомков Барда правила в освобождённом от дракона Дейле до событий Войны Кольца, описанных в трилогии «Властелин Колец». Король Бранд, сын Баина (правил с 3007 года Т. Э.) погиб во время Битвы за Дейл (17 марта 3019 г. Т. Э.) вместе с королём Эребора Даином Железностопом, отражая нападение Северной армии союзников Саурона. Правнук Барда Лучника Бард II, ставший королём Дейла после гибели отца, снял вместе с Торином Каменным Шлемом осаду с Эребора (выиграв тем самым битву при Дейле) и вступил в союз с Гондором.

## В адаптациях
- «Хоббит» (1977) — Джон Стефенсон;

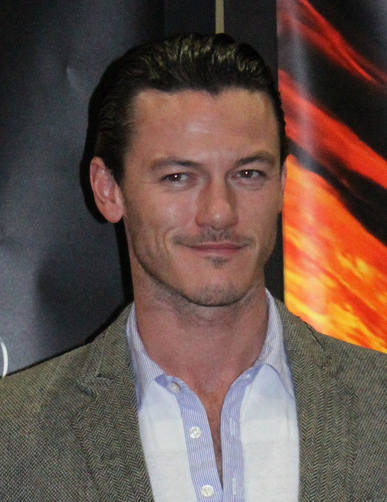
Люк Эванс (исполнитель роли Барда Лучника)

- «Сказочное путешествие мистера Бильбо Беггинса, Хоббита» (1985) — Борис Соколов;
- «Хоббит» (кинотрилогия, 2012–2014) — Люк Эванс.

В кинотрилогии «Хоббит» Барду уделено больше внимания, чем в оригинальной повести. Он встречает гномов и Бильбо, когда те, сбежав от лесных эльфов, причаливают в бочках к берегу реки, и помогает им незаметно пробраться в Эсгарот. В фильмах Бард является простым лодочником, и его противостояние с градоначальником, видящим в нём народного смутьяна, показано гипертрофированным. Перед поединком со Смаугом Бард освобождается из городской тюрьмы, куда был посажен бургомистром и его прихвостнем-чинопочитателем Альфридом. В фильмах не раскрывается умение Барда понимать язык птиц, а при нападении на Эсгарот Смауга Барду помогает его сын Баин.
По сюжету, у Барда помимо сына есть дочери Сигрид и Тильда, тогда как в легендариуме Толкина единственным потомком Барда является Баин.
По заявлению Люка Эванса, он и команда создателей фильмов хотели показать Барда не профессиональным воином, а обычным парнем, который всегда готов к сражению. Актёр гордится тем, что сыграл героя, который в оригинальной повести был единственным сюжетно важным представителем человеческой расы.